# ینس بیورنبو
ینس بیورنبو (انگلیسی: Jens Bjørneboe; ۹ اکتبر ۱۹۲۰ – ۹ مهٔ ۱۹۷۶) شاعر، نقاش، نمایشنامه‌نویس، و نویسنده اهل نروژ بود.